# Мейси, Роуленд Хасси
Роуленд Хасси Мэйси старший (англ. Rowland Hussey Macy Sr.; 30 августа 1822, Нантакет — 29 марта 1877, Париж) — американский бизнесмен, основатель сети универмагов Macy’s.

## Биография
Мэйси родился на острове Нантакет в семье квакеров. В юности несколько лет плавал на китобойном судне (сделанная им татуировка в виде красной звезды позднее станет логотипом Macy’s). В 1843 году открыл свой первый галантерейный магазин в Хейверхилле (Массачусетс), однако успеха не добился. В 1849 году вместе с братом Чарлзом перебрался в Калифорнию, и в следующем году братья с открыли магазин в Мэрисвилле, однако и этот проект вскоре потерпел крах. В 1851 году Мэйси вернулся в Хейверхилл, где вместе с другим братом — Робертом — открыл очередной галантерейный магазин. Несмотря на ряд новаторских изменений (фиксированная цена на товар без возможности торговаться и при этом её снижение при оплате наличными), вскоре обанкротился и этот магазин.
В 1858 году Мэйси перебрался в Нью-Йорк и открыл галантерейный магазин в небольшом помещении на углу 14-й улицы и Шестой авеню (семья поселилась в квартире над магазином). Мэйси сделал ставку на широкую линейку предлагаемых товаров, уловив растущий запрос на покупку множества вещей в одном магазине на главной улице. В первый же месяц магазин пострадал от кражи со взломом, а спустя несколько месяцев — от пожара, однако за первый год работы сумел принести значительную прибыль. Помимо названной выше причины успех был обусловлен эффектной и интересной рекламой и рядом эффективных мер в управлении, в частности Мэйси работал исключительно за наличный расчёт, отказываясь брать кредиты.
По мере роста продаж Мэйси арендовал несколько соседних зданий, став одним из создателей концепции современного универмага. Мэйси пытался повысить лояльность сотрудников магазина (число одних только продавцов к концу его жизни составляло четыре сотни), обращаясь к ним по имени, обеспечивая компенсационные выплаты и издавая корпоративную газету. Во время Гражданской войны он начал нанимать в качестве продавцов женщин, а в 1866 году управляющей магазина была назначена Маргарет Гетчелл (считается, что на одобрительное отношение Мэйси к женщинам в управлении повлияло его квакерское воспитание, а также детство на острове, где мужчины подолгу проводили в китобойных экспедициях). Были и другие нововведения: как и в своём предыдущем магазине, Мэйси устанавливал на товары фиксированные цены, оплата принималась только наличными, одежда маркировалась по размеру, готовая одежда могла быть подогнана по фигуре конкретного покупателя, для чего существовал специальный отдел пошива, внедрялись новые виды товаров и т. д. Площадь магазина стала так велика, что Мэйси начал сдавать некоторые его помещения в субаренду (опять же одним из первых). В 1874 году его арендаторами стали братья Исидор и Натан Штраусы, открывшие отдел фарфора и стеклянной посуды, а через два десятка лет ставшие владельцами Macy’s.
В 1875 году Мэйси сделал своими партнёрами Абиэля Т. Лафоржа (мужа Маргарет Гетчелл) и племянника Роберта Мэйси Валентайна.
В 1877 году Мэйси умер в Париже от болезни почек.

## Семья
В 1844 году женился на Луизе Хоутон (1820—1888), в семье родилось трое детей: Чарльз А. Мэйси (1845—1846), Роуленд Хасси Мэйси младший (1847—1878) и Флоренс Мэйси (1853—1933).